# 石黒修
石黒 修（いしぐろ おさむ、1936年8月12日 - 2016年11月9日）は、日本の男子プロテニス選手。日本プロテニス界のパイオニアとして活躍した名選手である。次男は俳優の石黒賢。父はタービン設計者の石黒九一、祖父は土木技術者の石黒五十二、曽祖父は加賀藩の国学者の石黒千尋。

## 経歴
長崎県長崎市出身。8歳の時に長崎市で原子爆弾に被爆。午前11時2分には民家に入っていたためかろうじて助かった。戦後は父・九一の仕事の都合で神戸市で育つ。
中学1年生の時にテニスを始める。甲南中学校・高等学校（2年先輩に松岡功）、慶應義塾大学法学部政治学科、三菱電機へ進み、全日本ジュニア、インターハイ、インカレを制する。
1961年にはデビスカップの代表に選ばれ、東洋ゾーン準決勝で奇跡の逆転勝利を演出した。さらにウィンブルドン選手権の前哨戦では当時ランキング1位のニール・フレーザー（オーストラリア）を破る大金星を挙げ、同選手権にも初出場で初戦を突破し、1回戦でアラン・ミルズ（イギリス、長年ウィンブルドン選手権の運営委員を務めた）を破った。同年の全日本選手権で初優勝を遂げる。
全日本選手権はシングルス3度（1961年・1964年・1965年）、ダブルス3度（1962年・1964年・1965年）制し、混合ダブルスでは3連覇（1963年・1964年・1965年）を達成した。ウィンブルドンには1961年-1966年の6年連続で出場し、1963年の3回戦進出が最高である。全豪選手権では、1965年にフレッド・ストール（オーストラリア）との3回戦まで進出したことがある。
1965年、デビスカップ日本代表監督に就任。1971年、戦後初の日本人プロ選手となる。1972年、日本プロテニス協会を創設し、初代理事長に就任する。
第一線から退いた後も、日本テニス協会の評議委員、小学5年生時の松岡修造を指導、日本プロテニス協会の副会長を務める傍らでベテラン（65歳以上）の部に参戦し、生涯現役を貫いた。
2016年11月9日癌により死去。80歳没。

## 著書
- 『テニス―ジュニアから一流選手まで』（1974年、講談社）
- 『ぐんぐん上達する女子テニス』（1983年、高橋書店）

## CM
- 日産・ローレル
- ジョカリ
- ロッテ・クイッククエンチ